# マックス・ヴァルター・シュルツ

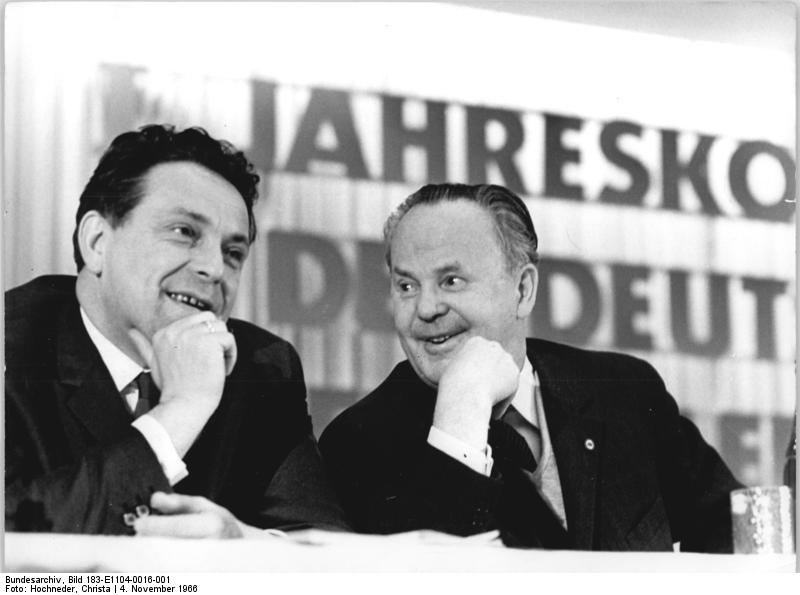
マックス・ヴァルター・シュルツ（左）とオットー・ゴッチェ（1966年）

マックス・ヴァルター・シュルツ（独: Max Walter Schulz、1921年 – 1991年11月15日）は、ドイツの作家。

## 生涯
マックス・ヴァルター・シュルツは、1921年にサラリーマンの息子として生まれた。国民学校とギムナジウムを出たあとで、ドイツ国防軍に徴兵され、1939年から1945年まで第二次世界大戦に参加した。アメリカ軍の捕虜となり、1945年にそこからソ連占領地域に帰還した。1945年と1946年に見習工と新任教員として活動したあと、1946年から1949年まではライプツィヒ大学の教育学を勉強した。この間に、ドイツ社会主義統一党に参加。1950年から1957年まで教師の仕事をした。1957年から1959年までライプツィヒのヨハネス・R・ベッヒャー文学研究所で研究し、1964年に所長に昇格し、1983年まで彼はこの職務に就き、その後、文芸雑誌「意味と形式」の編集長の仕事を引き受けた。1990年に退職。
マックス・ヴァルター・シュルツは、小説や物語、批評、エッセイを書き、彼の物語作品は、「ビッターフェルダーの道」文学の典型例であり、『私たちは風にまうホコリではない（Wir sind nicht Staub im Wind）』は、東ドイツの読者たちに大きな反響を呼んだ。60年代終わり以降の東ドイツ文学の歴史で重要なのは、シュルツが当時の作家たちに対して、批判的で、およそ公式的な発言を行ったことである。
マックス・ヴァルター・シュルツは、東ドイツ作家連盟に所属していて、1962年から1963年までそこで秘書をして、1969年から1990年まで副理事長となった。1967年から1969年まで、シュルツはSEDの党員候補となり、その後1971年までライプツィヒ県のメンバーに選ばれた。
東ベルリンの東ドイツ作家連盟のメンバーであり、1962年～1963年までアカデミーの秘書を、1969年～1990年までは副理事長をしていた。1967年～1969年までシュルツは党員候補であり、その後1971年までSEDのライプツィヒ地方支部のメンバーとなる。1969年に東ベルリンのベルリン芸術アカデミーメンバーに選ばれる。

## 作品
- Wir sind nicht Staub im Wind, Halle (Saale) 1962
- "Stegreif und Sattel", Halle (Saale) 1967
- Kontakte, Halle (S.) 1970
- Triptychon mit sieben Brücken, Halle (Saale) 1974
- Das kleine Mädchen und der fliegende Fisch, Berlin 1978 (zusammen mit Albrecht von Bodecker)
- Pinocchio und kein Ende, Halle [u.a.] 1978
- Der Soldat und die Frau, Halle (Saale) 1978
- Die Fliegerin oder Aufhebung einer stummen Legende, Halle [u.a.] 1981. Als E-Book, EDITION digital, Godern 2012, ISBN 978-3-86394-639-5
- Auf Liebe stand Tod, Berlin 1983

## 監修
- Tauchnitzstraße, Twerskoi Boulevard, Halle (Saale) 1975 (zusammen mit Vladimir Pimenov)